# 喬氏卡頦銀漢魚
喬氏卡頦銀漢魚，為輻鰭魚綱銀漢魚目擬銀漢魚科的其中一種，分布於北美洲墨西哥中部及美國德州淡水流域，為熱帶魚類，棲息在底中層水域，生活習性不明，可做為食用魚。